# Циркадний ритм

Деякі циркадні ритми людини

Цирка́дні (циркадіа́нні) ри́тми (від лат. circa — близько, кругом і лат. dies — день) — циклічні коливання інтенсивності різних біологічних процесів, пов'язаних зі зміною дня і ночі. Незважаючи на зв'язок із зовнішніми стимулами, циркадні ритми мають ендогенне походження, представляючи, таким чином, «внутрішній годинник» організму. Циркадні ритми присутні у таких організмів як мікроорганізми, зокрема, ціанобактерії, водорості, гриби, рослини, тварини.
Циркадні ритми виникають внаслідок коливань експресії генів, викликаних білками-репресорами, які безпосередньо пригнічують транскрипцію власних генів.
Циркадні годинники є ендогенними осциляторами, які контролюють 24-годинні фізіологічні та поведінкові процеси. Центральний циркадний годинник контролює безліч аспектів фізіології ссавців, включаючи регуляцію сну, метаболізму та імунної системи. Дослідження скеровані на вивчення ролі циркадного годинника в контролі серцево-судинної та нервової систем, мікробіоти кишки, онкопатологій та старіння. Такий циркадний контроль цих систем частково спирається на регуляцію транскрипції, з нещодавніми доказами загальногеномної регуляції годинника через циркадіанну організацію хромосом.

## Особливості циркадних ритмів
1. Ритм зберігається при постійних умовах і має період близький до 24 годин.
2. Ритм може бути синхронізований під дією зовнішнього освітлення (фотоперіоду).
3. Ритм не залежить від температури, поки вона змінюється в діапазоні, придатному для життєдіяльності.

Світловий день, або фотоперіод — це тривалість щоденного освітлення організму в зв'язку із ростом та розвитком. Реакція організму на світловий день називається фотоперіодизмом.

## Історія відкриття
Вперше про зміну положення листя протягом дня у тамаринда (Tamarindus indicus) згадує Андростен, описуючи походи Александра Македонського.
У новий час 1729 року французький астроном Жан-Жак Д'Орту де Марен повідомив про щоденні рухи листків у мімози сором'язливої (Mimosa pudica). Ці рухи повторювалися з певною періодичністю навіть якщо рослини поміщалися в темряву, де відсутні такі зовнішні стимули як світло, що дозволило припустити ендогенне походження біологічних ритмів, до яких були приурочені рухи листя рослини. Де Мейрон припустив, що ці ритми можуть мати щось спільне з чергуванням сну і неспання у людини.
Декандоль 1832 року визначив, що період, з яким рослини мімози здійснюють ці листові рухи, дещо коротший ніж тривалість доби і становить приблизно 22-23 години.
1880 року Чарльз Дарвін і його син Френсіс зробили припущення про спадкову природу циркадних ритмів. Це припущення було підтверджено дослідами, під час яких схрещувалися рослини різних сортів квасолі, періоди циркадних ритмів яких відрізнялися. У гібридів період відрізнявся від періоду обох батьків. Ендогенна природа циркадних ритмів була остаточно підтверджена 1984 року під час дослідів з грибами виду Нейроспора густа (Neurospora crassa), проведеними в космосі. Ці досліди показали незалежність цілодобового ритму від геофізичних сигналів, пов'язаних з обертанням Землі навколо своєї осі.

## Циркадні ритми ціанобактерій
Найпростіші циркадні ритми виявлено в ціанобактерій. Ціанобактерії (синьо-зелені водорості) — монофілетична група (вони мають одного спільного предка) фотоавтотрофних бактерій (живляться за рахунок фотосинтезу, енергії сонця). Це одна з найдавніших і найрізноманітніших груп у світі прокаріотів. Різні представники групи дуже відрізняються один від одного як морфологічно, так і генетично, їх можна виявити майже в будь-якому середовищі, доступному для світла. Життєві цикли мають різну тривалість у різних представників: від декількох годин до декількох тисяч років між поділами (у деяких видів, що проживають на оліготрофних, бідних середовищах).
Вперше наявність циркадні ритмів у ціанобактерій було продемонстровано при вивченні процесів киснево-чутливої фіксації азоту та фотосинтезу з виділенням кисню. У цих процесах була показана добова ритмічність. Про це зокрема свідчили дані електронної мікроскопії, за допомогою якої вивчали кількість і розмір тих чи інших запасаючих гранул в клітинах. Пізніше було виявлено, що й інші процеси в клітинах (наприклад, поглинання амінокислот) відбуваються в рамках циркадного ритму, задовольняючи трьом основним положенням циркадних ритмів.
Крім того, виявилося, що ритмічно змінюється вся експресія генів у клітинах ціанобактерій. Були проведені досліди, в яких гени біолюмінесцентних (тих, що світяться) білків вбудовувалися в геном ціанобактерій під випадкові бактеріальні промотори. У всіх отриманих штамів спостерігалася подібна картина циркадних змін інтенсивності люмінесценції.
Важливість синхронізації внутрішнього ритму з екзогенним фактором освітленості для ціанобактерій було показано в ряді дослідів. Наприклад, було показано, що бактерії з порушеною синхронізацією циркадних ритмів повільніше ростуть в умовах зміни дня і ночі, тим самим, програючи бактеріям із добре налаштованим внутрішнім годинником. Крім того, ціанобактерії розмножуються тільки в «нічний» період, який визначається їх внутрішнім годинником, що зокрема захищає ДНК, яка реплікується, від ушкоджень ультрафіолетовими променями сонця.

## Циркадні ритми рослин
Циркадні ритми рослин пов'язані зі зміною дня та ночі й важливі для адаптації рослин до добових коливань таких параметрів як температура, освітлення, вологість. Рослини існують у постійно мінливому світі, тому циркадні ритми важливі для того, щоб рослина могла дати належну відповідь на абіотичний стрес. Зміна положення листя протягом доби — лише один з багатьох ритмічних процесів у рослин. Протягом доби коливаються такі параметри як активність ферментів, інтенсивність газообміну й фотосинтетична активність.
У здатності рослин розпізнавати чергування дня та ночі вирішальну роль відіграє фітохромна система. Прикладом роботи такої системи є ритм цвітіння у рослини Pharbitis nil. Цвітіння в цієї рослини залежить від довжини світлового дня: якщо день коротший певного інтервалу, то рослина цвіте, якщо довший — вегетує.
Протягом доби умови освітлення змінюються через те, що сонце перебуває під різними кутами до горизонту, і, відповідно, змінюється спектральний склад світла, що сприймається різними фітохромами, які збуджуються світлом із різною довжиною хвилі. Так, увечері в спектрі більше довгохвильових червоних променів, які активізують лише фітохром А, даючи рослині сигнал про наближення ночі. Отримавши цей сигнал, рослина вживає відповідних заходів. Важливість фітохромів для температурної адаптації було з'ясовано під час дослідів із трансгенними осиками Populus tremula, у яких продукція фітохрому А була підвищеною. Рослинам постійно «здавалося», що вони отримують світло високої інтенсивності, і, таким чином, вони не могли адаптуватися до добових коливань температури й страждали від нічних заморозків.
При дослідженні добових ритмів у арабідопсиса було також показано фотоперіодичність роботи трьох генів CO, FKF1 і G1. Ген constans бере участь у визначенні часу цвітіння. Синтез продукту гена CO запускається комплексом з білків FKF1 і G1. У цьому комплексі продукт гена FKF1 відіграє роль фоторецептора. Синтез білка CO запускається через 4 години після початку освітлення й зупиняється в темряві. За ніч синтезований білок руйнується. Таким чином, необхідна для цвітіння рослини концентрація білка досягається тільки в умовах довгого літнього дня.

## Циркадні ритми у тварин
Практично всі тварини пристосовують свої фізіологічні й поведінкові процеси до добових коливань абіотичних параметрів. Прикладом циркадного ритму у тварин є цикл сон-неспання. У людини і в інших тварин існують внутрішні годинники, які йдуть навіть за відсутності зовнішніх стимулів, що можуть дати інформацію про час доби. Дослідження молекулярно-біологічної природи цих годинників розпочалося близько 30 років тому. Конопка і Бензер, що працювали в Каліфорнійському технологічному інституті виявили три мутантні лінії дрозофіл, циркадні ритми яких відрізнялися від циркадних ритмів мушок дикого типу. Подальший аналіз показав, що у мутантів мутації зачіпали аллелі одного локусу, який був названий дослідниками per (від period). За відсутності нормальних сигналів навколишнього середовища період цілодобової активності у мушок дикого типу становив 24 години, у мутантів per-s — 19 годин, у мутантів per-l — 29 годин, у мутантів per-0 взагалі не спостерігалося ніякого ритму. Згодом було виявлено, що продукти генів per є в багатьох клітинах дрозофіл, які беруть участь в становленні циркадного ритму комахи. Більш того, у мушок дикого типу спостерігаються циркадні коливання у кількості per мРНК і білка Per, в той час як у мушок per0, у яких немає циркадного ритму, такої циклічності експресії не спостерігається.

### Люди
Дивіться також: Сон § Циркадний годинник і Крива фазового відгуку § Світло
Ранні дослідження циркадних ритмів показали, що більшість людей віддають перевагу добі ближче до 25 годин, коли вони ізольовані від зовнішніх подразників, таких як денне світло та відлік часу. Однак це дослідження було помилковим, оскільки воно не змогло захистити учасників від штучного світла. Хоча піддослідні були захищені від сигналів часу (наприклад, годинника) і денного світла, дослідники не знали про ефект затримки фази внутрішнього електричного освітлення.  [ сумнівно – обговорити ] Піддослідним дозволялося вмикати світло, коли вони не спали, і вимикати його, коли вони хотіли спати. Електричне світло у вечірній час затримало їхню добову фазу. Більш суворе дослідження, проведене в 1999 році Гарвардським університетом, оцінило природний людський ритм ближче до 24 годин 11 хвилин: набагато ближче до сонячної доби. У відповідності з цим дослідженням було останнє дослідження 2010 року, яке виявило також статеві відмінності, причому циркадний період для жінок був трохи коротшим (24,09 години), ніж для чоловіків (24,19 години). У цьому дослідженні жінки, як правило, прокидалися раніше, ніж чоловіки, і виявляли більшу перевагу ранковим заняттям, ніж чоловіки, хоча біологічні механізми, що лежать в основі цих відмінностей, невідомі. 

### Біологічні маркери та ефекти
Класичними фазовими маркерами для вимірювання часу циркадного ритму ссавців є:
- секреція мелатоніну шишкоподібною залозою,
- мінімальна температура внутрішнього тіла і
- рівень кортизолу в плазмі.

Для дослідження температури суб’єкти повинні залишатися неспаними, але спокійними та напівлежачими в темряві, поки їм безперервно вимірюють ректальну температуру. Хоча серед нормальних хронотипів велика різниця, середня температура дорослої людини досягає свого мінімуму приблизно о 5:00 ранку, приблизно за дві години до звичайного часу пробудження. Baehr та ін. виявили, що у молодих людей добовий мінімум температури тіла припадає приблизно на 04:00 (4 ранку) для ранкових типів, але приблизно о 06:00 (6 ранку) для вечірніх типів. Цей мінімум припадав приблизно на середину восьмигодинного періоду сну для ранкових типів, але ближче до пробудження у вечірніх типів.
Мелатонін відсутній в організмі або його рівень невизначено низький протягом дня. Його початок при тьмяному світлі, тьмяний початок мелатоніну (DLMO), приблизно о 21:00 (9 вечора) можна виміряти в крові або слині. Його основний метаболіт також можна визначити в ранковій сечі. І DLMO, і середина (у часі) присутності гормону в крові або слині використовувалися як циркадні маркери. Однак нові дослідження показують, що компенсація мелатоніну може бути більш надійним маркером. Benloucif та ін. виявили, що маркери фази мелатоніну були більш стабільними та сильніше корелювали з часом сну, ніж мінімальна температура серця. Вони виявили, що як зміщення сну, так і зміщення мелатоніну сильніше корелюють з маркерами фази, ніж початок сну. Крім того, фаза зниження рівня мелатоніну є більш надійною та стабільною, ніж припинення синтезу мелатоніну.
Інші фізіологічні зміни, які відбуваються відповідно до циркадного ритму, включають частоту серцевих скорочень і багато клітинних процесів, «включаючи окислювальний стрес, клітинний метаболізм, імунні та запальні реакції,  епігенетичну модифікацію, шляхи відповіді на гіпоксію / гіпероксію, ендоплазматичний ретикулярний стрес, аутофагію та регуляцію середовища стовбурових клітин».  Під час дослідження молодих чоловіків було виявлено, що частота серцевих скорочень досягає найнижчої середньої частоти під час сну, а найвищої середньої частоти незабаром після пробудження. 
На відміну від попередніх досліджень, було виявлено, що температура тіла не впливає на виконання психологічних тестів. Ймовірно, це пов’язано з еволюційним тиском на підвищення когнітивних функцій порівняно з іншими сферами функцій, дослідженими в попередніх дослідженнях. 

### Поза «головним годинником»
Більш-менш незалежні циркадні ритми зустрічаються в багатьох органах і клітинах тіла за межами супрахіазматичних ядер (SCN), «головного годинника». Дійсно, нейробіолог Джозеф Такахаші та його колеги заявили в статті 2013 року, що «майже кожна клітина в організмі містить циркадний годинник».  Наприклад, ці годинники, які називаються периферичними осциляторами, були виявлені в надниркових залозах, стравоході, легенях, печінці, підшлунковій залозі, селезінці, тимусі та шкірі.  Є також деякі докази того, що нюхова цибулина  і простата може відчувати коливання, принаймні, коли культивується.
Хоча осцилятори в шкірі реагують на світло, системний вплив не доведено.  Крім того, було показано, що багато осциляторів, таких як клітини печінки, наприклад, реагують на вхідні сигнали, відмінні від світла, такі як годування.

## Світло і біологічний годинник
Додаткова інформація: вплив світла на циркадний ритм
Світло скидає біологічний годинник відповідно до кривої фазового відгуку (PRC). Залежно від часу світло може випереджати або сповільнювати циркадний ритм. Як PRC, так і необхідна освітленість варіюються від виду до виду, і для переналаштування годинника нічним гризунам потрібні нижчі рівні освітленості, ніж у людей. 

## Примусові довші або коротші цикли
Різноманітні дослідження на людях використовували примусові цикли сну/неспання, які сильно відрізнялися від 24-годинних, наприклад, проведені Натаніелем Клейтманом у 1938 році (28 годин) і Дерк-Яном Дейком і Чарльзом Чейслером у 1990-х роках (20 годин). Оскільки люди з нормальним (типовим) циркадним годинником не можуть прислухатися до таких ненормальних ритмів день/ніч,  це називають протоколом примусової десинхронізації. Згідно з таким протоколом, епізоди сну та неспання відокремлюються від ендогенного циркадного періоду організму, що дозволяє дослідникам оцінити вплив циркадної фази (тобто відносного часу циркадного циклу) на аспекти сну та неспання, включаючи затримку сну та інші функції ― як фізіологічні, поведінкові, так і когнітивні. 
Дослідження також показують, що Cyclosa turbinata унікальний тим, що завдяки його локомоторній та павутинній активності він має винятково короткий період циркадного годинника, близько 19 годин. Коли павуків C. turbinata помістили в камери з періодами 19, 24 або 29 годин, рівномірно розділених світлом і темрявою, жоден з павуків не продемонстрував зниження довголіття у своєму власному циркадному годиннику. Ці висновки свідчать про те, що C. turbinata не має таких же витрат, пов’язаних із надзвичайною десинхронізацією, як інші види тварин.

## Здоров'я людини

### Основа циркадної медицини
Головною перевагою досліджень циркадної біології є переклад базових механізмів біологічного годинника в клінічні інструменти, і це особливо актуально для лікування серцево-судинних захворювань.  Це призвело до розвитку абсолютно нової галузі медицини, яка називається циркадною медициною. Піонерські дослідження показують, що Циркадна медицина може привести до довшого та здоровішого життя. Наприклад: 1) «Циркадне освітлення» або зменшення несприятливого освітлення вночі в лікарнях може покращити результати пацієнтів після інфаркту міокарда (серцевого нападу). 2) «Циркадна хронотерапія» або час прийому ліків може зменшити несприятливе ремоделювання серця у пацієнтів із захворюваннями серця. Час медичного лікування відповідно до біологічного годинника, хронотерапія , також може принести користь пацієнтам з гіпертензією (високим кров’яним тиском), значно підвищивши ефективність і зменшивши токсичність ліків або побічні реакції.  3) Експериментально на моделях гризунів було показано, що «циркадна фармакологія» або препарати, спрямовані на циркадний годинниковий механізм, значно зменшують шкоду від серцевих нападів і запобігають серцевій недостатності.  Важливо те, що для раціонального перекладу найперспективніших терапій Циркадної медицини в клінічну практику вкрай важливо, щоб ми зрозуміли, як це допомагає лікувати хвороби обох біологічних статей. 

### Причини порушення циркадних ритмів

#### Внутрішнє освітлення
Вимоги до освітлення для циркадної регуляції не просто такі ж, як для зору; планування внутрішнього освітлення в офісах і установах починає це враховувати. Дослідження впливу світла на тваринах у лабораторних умовах донедавна враховували інтенсивність світла ( опромінення ), але не колір, який, як було показано, «діє як важливий регулятор біологічного часу в більш природних умовах». 
Синє світлодіодне освітлення пригнічує вироблення мелатоніну в п’ять разів більше, ніж оранжево-жовте світло натрію високого тиску (HPS) ; металогалогенна лампа , яка є білим світлом, пригнічує мелатонін зі швидкістю більш ніж у три рази більшою, ніж HPS.  Симптоми депресії, спричинені довготривалим нічним освітленням, можна скасувати, повернувшись до нормального циклу. 

#### Пілоти авіакомпаній і бортпровідники
Через характер роботи пілотів авіакомпаній, які часто перетинають кілька часових поясів і областей сонячного світла і темряви за один день і проводять багато годин без сну як вдень, так і вночі, вони часто не можуть підтримувати режим сну, який відповідає природному циркадному календарю людини. ритмічність; така ситуація може легко призвести до втоми . NTSB вважає це причиною багатьох нещасних випадків  і провело кілька досліджень , щоб знайти методи боротьби з втомою пілотів. 

#### Вплив наркотиків
Дослідження, проведені як на тваринах, так і на людях, показують великі двонаправлені зв’язки між циркадною системою та зловживаючими наркотиками. Вказується, що ці зловживаючі препарати впливають на центральний циркадний кардіостимулятор. Особи з розладом вживання психоактивних речовин демонструють порушення ритму. Ці порушення ритму можуть збільшити ризик зловживання психоактивними речовинами та рецидиву. Цілком можливо, що генетичні та/або екологічні порушення нормального циклу сну та неспання можуть збільшити сприйнятливість до залежності. 
Важко визначити, чи є порушення циркадного ритму причиною збільшення поширеності зловживання психоактивними речовинами, чи винні інші фактори навколишнього середовища, такі як стрес. Зміни в циркадному ритмі та сні відбуваються, коли людина починає зловживати наркотиками та алкоголем. Коли людина вирішує припинити вживання наркотиків і алкоголю, циркадний ритм продовжує порушуватися. 
Стабілізація сну та циркадного ритму може допомогти зменшити вразливість до залежності та зменшити ймовірність рецидиву. 
Циркадні ритми та гени годинника, що експресуються в областях мозку за межами супрахіазматичного ядра,можуть суттєво впливати на ефекти, спричинені такими наркотиками, як кокаїн . Крім того , генетичні маніпуляції з генами годинника глибоко впливають на дію кокаїну. 

### Наслідки порушення циркадних ритмів

#### Порушення
Додаткова інформація: Порушення циркадного ритму сну
Збій ритму зазвичай має негативний ефект. Багато мандрівників стикалися зі станом, відомим як зміна часових поясів , із супутніми симптомами втоми , дезорієнтації та безсоння . 
Ряд інших розладів, таких як біполярний розлад і деякі розлади сну , такі як розлад затримки фази сну (DSPD), пов’язані з нерегулярним або патологічним функціонуванням циркадних ритмів. 
Вважається, що порушення ритму в довгостроковій перспективі має значні несприятливі наслідки для здоров’я периферичних органів за межами мозку, зокрема у розвитку або загостренні серцево-судинних захворювань. 
Дослідження показали, що підтримання нормального сну та циркадних ритмів є важливим для багатьох аспектів мозку та здоров’я.  Численні дослідження також показали, що силовий сон , короткий період сну протягом дня, може зменшити стрес і підвищити продуктивність без будь-якого вимірного впливу на нормальні циркадні ритми.  Циркадні ритми також відіграють важливу роль у ретикулярній системі активації , яка має вирішальне значення для підтримки стану свідомості. Зміна [ потрібне уточнення ] циклу сон-неспання може бути ознакою або ускладненням уремії ,  азотемії абогостре ураження нирок .  Дослідження також допомогли з'ясувати, як світло безпосередньо впливає на здоров'я людини через вплив на циркадіанну біологію. 

#### Зв'язок із серцево-судинними захворюваннями
Одне з перших досліджень, щоб визначити, як порушення циркадних ритмів спричинює серцево-судинні захворювання, було проведено на хом’яках тау, які мають генетичний дефект у механізмі циркадного годинника. При підтримці 24-годинного циклу світло-темрява, який «не синхронізувався» з їхнім нормальним 22-циркадним механізмом, у них розвинулася глибока серцево-судинна та ниркова хвороба; однак, коли тварин Тау протягом усього життя вирощували за 22-годинним щоденним циклом світло-темрява, у них була здорова серцево-судинна система.  Несприятливі наслідки циркадного зміщення на фізіологію людини вивчали в лабораторії за допомогою протоколу зміщення  та шляхом вивчення змінних працівників. Порушення циркадного діаграми пов’язане з багатьма факторами ризику серцево-судинних захворювань. Повідомлялося про високі рівні біомаркера атеросклерозу, резистину, у позмінних працівників, що вказує на зв’язок між циркадним зміщенням і накопиченням бляшок в артеріях.  Крім того, спостерігали підвищені рівні триацилгліцеридів (молекул, які використовуються для накопичення надлишку жирних кислот), які сприяли зміцненню артерій, що пов’язано з серцево-судинними захворюваннями, включаючи серцевий напад, інсульт і хвороби серця.  Позмінна робота та зміщення циркадних діаграм, що виникає в результаті, також пов’язані з гіпертонією. 

#### Ожиріння та діабет
Ожиріння та діабет пов’язані зі способом життя та генетичними факторами. Серед цих факторів, порушення циркадного годинникового механізму та/або невідповідність системи циркадного часу із зовнішнім середовищем (наприклад, цикл світло-темрява) може відігравати роль у розвитку метаболічних розладів. 
Позмінна робота або хронічна часовий пояс мають серйозні наслідки для циркадних і метаболічних процесів в організмі. Тварини, яких змушують їсти під час відпочинку, демонструють збільшення маси тіла та зміну експресії годинника та метаболічних генів.  У людей позмінна робота, яка сприяє нерегулярному прийому їжі, пов’язана зі зміною чутливості до інсуліну, діабетом і збільшенням маси тіла. 

#### Рак
Порушення циркадного діаграми також пов’язане з підвищеним ризиком раку. У мишей було виявлено, що порушення основних генів годинника, генів Period (Per2, Per1), викликане циркадним зміщенням, прискорює ріст ракових клітин у мишей. Однак зв'язок між цими генами та раком залежить від типу шляхів і залучених генів. Існують вагомі докази того, що позмінна робота і, отже, циркадні дисбаланси співвідносяться з раком грудей і передміхурової залози у людей. 

#### Когнітивні ефекти
Зниження когнітивних функцій було пов’язане з порушенням циркадного ритму. Постійно позмінні працівники демонструють підвищену кількість операційних помилок, погіршення зорово-моторної роботи та ефективності обробки, що може призвести як до зниження продуктивності, так і до потенційних проблем з безпекою.  Підвищений ризик деменції пов’язаний із хронічними працівниками нічної зміни порівняно з працівниками денної зміни, особливо для осіб старше 50 років. 

## Суспільство і культура
У 2017 році Джеффрі К. Холл , Майкл У. Янг і Майкл Росбаш отримали Нобелівську премію з фізіології та медицини «за відкриття молекулярних механізмів, що контролюють циркадний ритм». 
Циркадні ритми були взяті як приклад передачі наукових знань у публічну сферу. 

### Циркадні ритми і цикл сон— неспання у людини
Періоди сну і неспання у людини змінюються з циркадною періодичністю. При дослідженні зв'язку періодичності сну і неспання із зовнішніми стимулами вивчалася зміна тривалості періоду даних коливань у людини. За відсутності таких стимулів як світло, що дозволяє людині судити про час доби, піддослідні все одно лягали спати й прокидалися в звичний час; таким чином, період ритму сон — неспання не змінювався і протягом деякого часу залишався рівним 24 годинам, щоправда, через деякий час він збільшився до 36 годин. Коли піддослідні поверталися в нормальні умови, то 24-годинний цикл відновлювався. Таким чином, у людини й у багатьох інших тварин є внутрішні годинники, які йдуть навіть за відсутності зовнішніх сигналів.
Одним із найпоширеніших зовнішніх сигналів є світло. У людини рецептори, що розташовані в сітківці, реагують на світло й посилають сигнал у супрахіазмальне ядро. Подальше поширення сигналу призводить до вироблення гормонів, що регулюють циркадну активність організму. Однак, такі органи як серце, печінка, нирки мають свої «внутрішній годинник» і можуть вибиватися з ритму, що встановлюється супрахіазматичним ядром. Сигнал, що надходить у шишкоподібну залозу, викликає синтез і виділення в кров нейрогормона, що викликає сон — мелатоніну (N-ацетил-5-метоксітриптамін). У літніх людей виділяється менше мелатоніну, що, імовірно, пояснює, чому старі люди частіше страждають від безсоння. Більша частина дослідників вважає, що супрахіазматичне ядро відповідає за циркадні ритми і за коливання параметрів, пов'язаних із циклом сон — неспання, таких як температура тіла, тиск і продукція сечі.

## Захворювання, пов'язані з порушенням циркадного ритму
У дорослих під час сну зменшується продукція сечі у зв'язку зі збільшенням вмісту антидіуретичного гормону в крові. У деяких дітей і дорослих, у яких циклічність коливань вмісту вазопресину порушено, зменшення продукції сечі в нічний час не відбувається, що призводить до неконтрольованого сечовипускання. Таке захворювання як смертельне спадкове безсоння закінчується летальним результатом і пов'язане з вродженими дефектами нейронів супрахіазматичного ядра[джерело?]. Цікавим є те, що подібні симптоми виникають при хворобі Кройцфельда-Якоба, коли уражаються клітини того ж супрахіазматичного ядра[джерело?].

## Додаткова література

### Книги
- Megumi Hatori, Satchidananda Panda, Tsuyoshi Hirota (2023). Circadian Clocks. Neuromethods. Springer US. с. 429. ISBN 9781071625774.
- Marco Brancaccio, Olivia Engmann (2021). Circadian Clock in Brain Health and Disease. Springer International Publishing. с. 188. ISBN 9783030811471.
- Xinfei Guo, Mircea R. Stan (2020). Circadian Rhythms for Future Resilient Electronic Systems: Accelerated Active Self-Healing for Integrated Circuits. Springer International Publishing. с. 208. ISBN 9783030200534.
- Auger R. Robert, ред. (2020). Circadian rhythm sleep-wake disorders: an evidence-based guide for clinicians and investigators. Cham, Switzerland: Springer. ISBN 978-3-030-43803-6.
- Baojian Wu, Danyi Lu, Dong Dong (2020). Circadian Pharmacokinetics. Singapore: Springer. с. 253. ISBN 9789811588075.
- Mauricio Díaz-Muñoz, Mária Luisa Fanjul-Moles, Raúl Aguilar-Roblero (2014). Mechanisms of Circadian Systems in Animals and Their Clinical Relevance. Cham: Springer International Publishing. ISBN 978-3-319-08944-7.

### Журнали
- Journal of Circadian Rhythms
- Neurobiology of Sleep and Circadian Rhythms

### Статті
- Lin Changfan; Feng Shi; DeOliveira Cristina C.; Crane Brian R. (4 травня 2023). Cryptochrome–Timeless structure reveals circadian clock timing mechanisms. Nature (англ.) 617 (7959). с. 194–199. doi:10.1038/s41586-023-06009-4.
- Rijo-Ferreira F., Takahashi J.S. (2019). Genomics of circadian rhythms in health and disease. Genome Medicine 11, 82. doi:10.1186/s13073-019-0704-0.